# Orakel van Patara
Het orakel van Patara was een cultuscentrum in de oude stad Patara, gelegen in de Lycische regio van het moderne Turkije. Het was gewijd aan de Griekse god Apollo en stond bekend om haar accurate en betrouwbare profetieën, genezingskracht van fysieke kwalen en spirituele raad. Deze voor het eerst door Herodotus genoemde orakel werd beschouwd als één van de drie belangrijkste orakels in de oudheid, samen met de orakels van Delphi en Clarus, en werd bezocht door mensen uit het hele Middellandse Zeegebied.
Hoewel het in de oudheid een belangrijk religieus en cultureel centrum was, is er weinig bekend over de precieze locatie van deze niet meer bestaande tempel. Het orakel zou zich in een tempel hebben bevonden en werd omgeven door een laurierbos, wat heilig zou zijn voor Apollo.  Aangenomen wordt dat het centrum zich in een sanctuarium gewijd aan Apollo bevond en dat deze strekte van het dadelpalmbosje van Leto via de Tepecik heuvel tot aan waar later de grafkerk gebouwd werd. Er is ook geopperd dat Kurşunlu-heuvel ooit Apollo's tempel gehuisvest heeft. Hiervan zou de thans nog bestaande negen meter diepe ronde kuil vlak bij de top van de deze heuvel getuigen, met een vierkante gemetselde pilaar in het midden en een deels uit de rotsen gehouwen naar de bodem leidende trap. Thans is het echter aannemelijker dat deze kuil ooit een cistern was.
Ook over de specifieke praktijken of rituelen is weinig bekend.  Het orakel van Patara zou een samenwerkingsverband hebben met de minder bekende orakel van het steenachtige eiland Delos, nabij Rhodos: de god Apollo zou in de wintermaanden in Patara doorbrengen en de zomermaanden op het eiland. Een theorie is dat wanneer de priesteres van het orakel van Patara in Lycië moest profeteren, ze eerst een nacht alleen in de tempel doorbracht, met het idee dat Apollo haar daar zou komen inspireren.